# 光潤社
光潤社（こうじゅんしゃ、고준샤） は日本のロッテグループの持分法適用会社である。ロッテホールディングスの約31%を保有する大株主であり、韓国の十大財閥の一つに数えられる韓国ロッテグループ（ホテルロッテ）の株を約5%保有している。日韓ロッテの支配構造上のトップにあたる会社である。
非上場企業のため持分株やロッテホールディングスの構造は公開されていないが、売り上げのロッテグループの取引内容から約50億円規模だと知られており、企業価値は4000億円以上と推測されている。
相続前は重光宏之50% 重光昭夫 38.8% 重光ハツ子 10% 重光武雄 0.8% ロッテ財団0.4%とされている